# أماريلدو دي خيسوس سانتوس
أماريلدو دي خيسوس سانتوس (بالبرتغالية: Amarildo de Jesus Santos‏) (6 يوليو 1986 في البرازيل – )؛ هو لاعب كرة قدم كان يلعب كمدافع.

## وصلات خارجية
- أماريلدو دي خيسوس سانتوس على موقع رابطة كرة القدم اليابانية للمحترفين (اليابانية)
- أماريلدو دي خيسوس سانتوس على موقع قاعدة بيانات كرة القدم.إي يو (الإنجليزية)
- أماريلدو دي خيسوس سانتوس على موقع Soccerway.com (الإنجليزية)